# Drahomír Josef Růžička
Drahomír Josef Růžička (8. února 1870 Trhová Kamenice – 30. září 1960 Long Island, New York) byl americký lékař a amatérský fotograf českého původu, který významně ovlivnil českou fotografii 20. a 30. let svými zkušenostmi z USA. Byl známý fotografiemi městské krajiny a života ve městě. Je považován za „otce moderní české fotografie“ a „učebnicový příklad úspěchu českých emigrantů v Americe“.

## Život a dílo

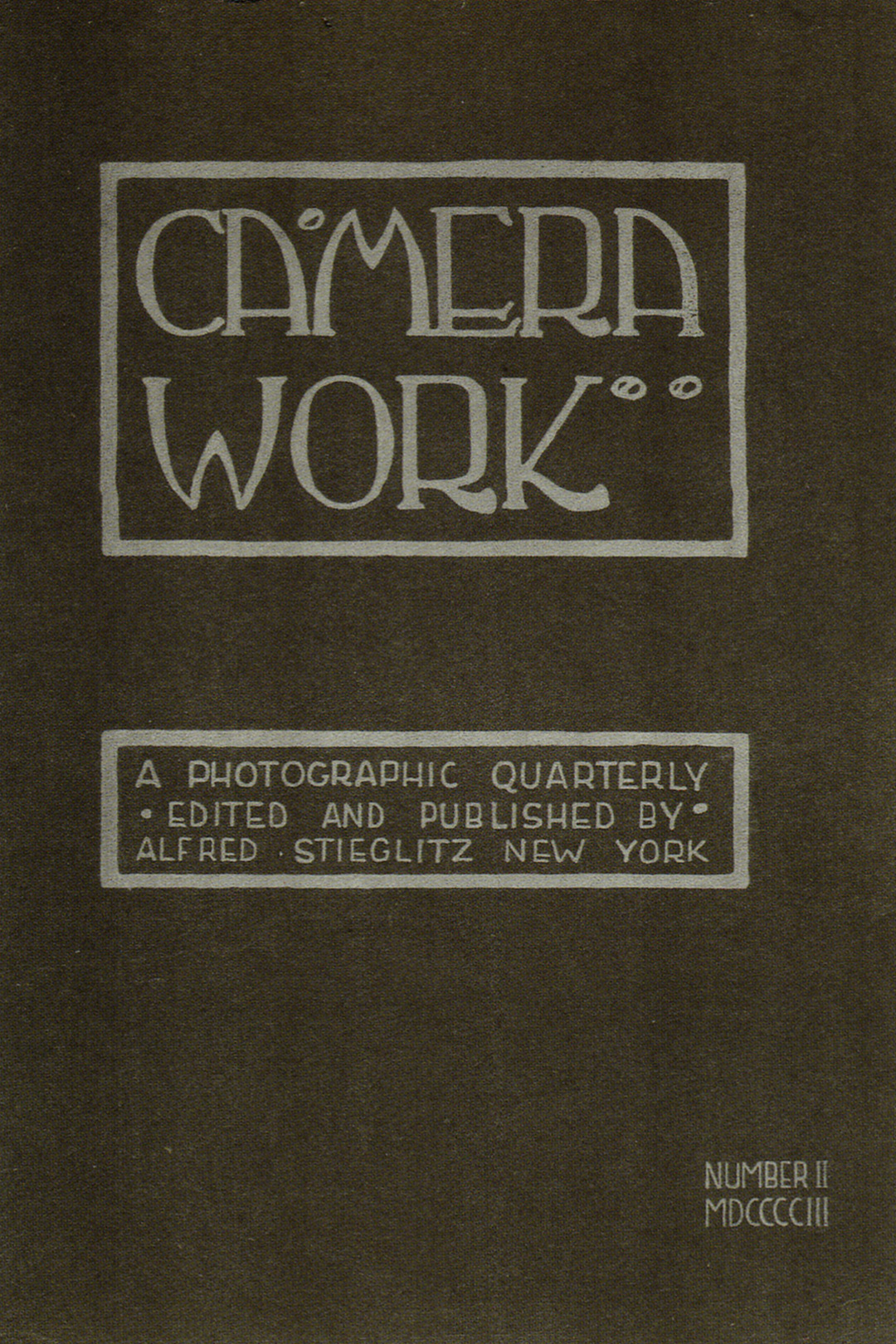
Titulní strana časopisu Camera Work č. 2 (1903) – fotografický a výtvarný čtvrtletník, který vycházel ve Spojených státech v letech 1903–1917

Jeho rodiče s rodinou emigrovali do USA v roce 1876. D. J. Růžička později vystudoval medicínu ve Vídni. Vrátil se zpět do USA, kde provozoval lékařskou praxi. Začal fotografovat v roce 1909. Zaměřil se na fotografování prostých každodenních věcí, krajinných motivů a New Yorku s jeho architekturou. V roce 1916 se podílel na založení sdružení Pictorial Photographers of America.
Růžička nejdříve vyznával piktorialistický model uplatňovaný Alfredem Stieglitzem v jeho uměleckém časopise Camera Work, přátelil se s Edwardem Steichenem a Clarencem Hudsonem Whitem, se kterým spoluzaložil organizaci Pictorial Photographers of America.
Po válce českoslovenští fotografové hledali nový tvůrčí směr, který by nahradil do té doby populární piktorialismus a ušlechtilé tisky. Zapůsobila na ně poetika moderního města, ale také technologická zjednodušení. Růžička prosazoval puristický piktorialismus, při kterém vytvářel pozitivy na bázi ryze mechanické projekce negativů, díky čemuž se stal známým v českých amatérských časopisech.
V roce 1921 navštívil D. J. Růžička Prahu a uspořádal zde výstavu svých fotografií, kde zaujal puristickými idejemi (puristický piktorialismus) členů skupiny Fotosecese (Gertrude Käsebierová, Edward Steichen, Alfred Stieglitz, Clarence Hudson White a další), kteří odmítali zásahy do negativů i pozitivů a prosazovali čistou fotografii. D. J. Růžička ovlivnil celou řadu českých fotografů, např. Jaromíra Funkeho, Jana Lauschmanna, Josefa Sudka, Aloise Zycha a další.
Růžička vyznával rukopis angloamerického piktorialismu – nápaditě zvolený a přísně komponovaný celek se zážitkem světelných proměn motivu. Radil se s teoretikem Jaromírem Funkem, který Růžičkovu pražskou výstavu roku 1925 komentoval: „...A jakožto piktorialista, libující si v krásách valérů a ve výrazové lahodnosti předmětů, pohybuje se výhradně v mezích romantického impresionismu, kteréžto harmonii podléhají i jím viděné mrakodrapy technické Ameriky, jsouce vždy obklopeny zářivou lesklou atmosférou, jež se stává jádrem romantičnosti.“.
| „                        | Člověk nemůže počítat s tím, že se požene k něčemu, co vidí poprvé, stiskne spoušť a odejde s mistrovským dílem. Je třeba znát všechny možné úhly záběru, všechny nálady… pakliže chcete dosáhnout něčeho jiného než jen poškrábat povrch. | “ |
| — Drahomír Josef Růžička | |   |

## Sbírky
Jeho fotografie jsou součástí sbírek řady institucí, vlastní je například Muzeum moderního umění v New Yorku, George Eastman House nebo J. Paul Getty Museum.

## Galerie

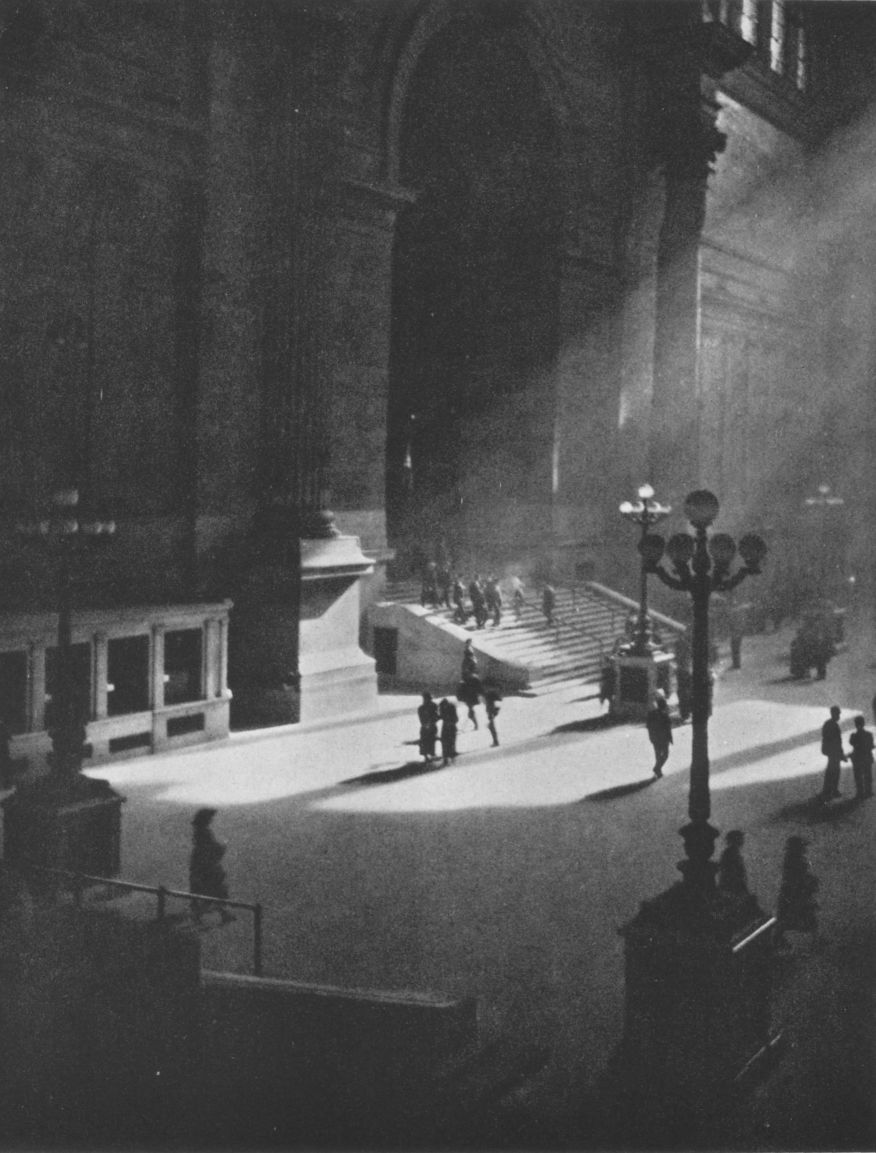
D.J.R.: Pennsylvania Station, NYC, 1922